# 姜㳣
姜 㳣（カン・ノ、朝: 강로、1809年 - 1887年）は、李氏朝鮮の政治家。本貫は晋州姜氏。字は期中、号は豹雲、貞隱。諡号は翼憲公。

## 生涯
京畿道振威県令に在任中の1848年に、科挙の文科に及第し、1851年に正三品堂上に昇進した。都承旨などを歴任し、1863年に東萊府使に就任、1865年に従二品に昇進し、1966年以降、兵曹・吏曹参判を歴任、1870年に正二品に昇進し、工曹・兵曹の判書を経て、1872年に左議政に就任した。1873年に罷免されたが、1879年3月に復職した。1883年5月には大院君派の弾圧に連動して、慶尚道安義県に配流され、翌年釈放された。1886年12月に奉朝賀となったが、翌年に死去した。
朋党政治においては北人派に属した。